# Amigomio
Amigomio (Brasil: Amigomio ) é um filme argentino/alemão, de 1994, dos  gêneros drama e aventura, dirigido e roteirizado por Jeanine Meerapfel e Alcides Chiesa, baseado no livro Historia de papá y Amigomío, de Pablo Bergel, música de Osvaldo Montes.

## Sinopse
Argentina, após  o desaparecimento de sua esposa, um jovem pai, descendente de alemães, militante político da década de 1970, faz uma jornada com seu filho de oito anos, fugindo para o Equador, através do maravilhoso mundo rural  da América do Sul.

## Elenco
- Daniel Kuzniecka ....... Papa Carlos
- Diego Mesaglío ....... Amigomio
- Mario Adorf ....... Avô
- Debora Brandwajnman ....... Avó
- Atilio Veronelli ....... Tony
- Christoph Baumann ....... Christoph
- Rossana Iturralde ....... Diana
- Hugo Pozo ....... Toro Salinas
- Gabriela Salas ....... Negra
- Rodolfo Rodas
- Pablo Jully
- Ernesto Arias
- Luis Solanas
- Marcos Woinsky
- Manuel Tricallotis